# Tekla
Tekla je ženské jméno řeckého původu. Pochází ze starořeckého jména Theokleia, které znamená boží sláva. Podle staršího kalendáře svátek slaví 23. srpna. V současnosti žije v Česku 19 nositelek, jejichž průměrný věk je 77 let, což svědčí o tom, že jméno Tekla již ztratilo svoji popularitu z dob 18. a 19. století, když bylo mnoho novorozených dívek pojmenováváno po svaté Tekle. V Maďarsku je po tomto jménu pojmenována obec Teklafalu v župě Baranya, v Chorvatsku pláž Sutikla v Podgoře.
V roce 2014 žilo na světě přibližně 27 100 nositelek jména Tekla, nejvíce z nich v Tanzanii a Etiopii. V Evropě je toto jméno nejčastější v Lotyšsku, kde žije celkem 1 750 nositelek a je 231. nejčastějším křestním jménem. Vyskytuje se též v Gruzii, Maďarsku a Rumunsku. V Německu je ve velkém množství zastoupena varianta Thekla, žije zde dohromady 9 348 nositelek a jde o 708. nejčastější německé jméno. Tato varianta se vyskytuje i v Řecku. Jméno Thecla se v Evropě nejvíce vyskytuje v Nizozemsku, kde žije celkem 723 nositelek. Na Ukrajině se jméno vyskytuje v podobě Fekla (Фекла), žije zde 5 559 nositelek a v pořadí je na 231. místě. V Rusku se potom jméno vyskytuje v podobě Fjokla (Фёкла), žije zde celkem 744 nositelek. V Itálii se jméno vyskytuje v podobě Tecla, žije zde 2 011 nositelek.
V českých zemích se jméno Tekla začalo zpravidla používat v 50. letech 18. století, předtím bylo velmi vzácné.

## Domácké podoby
Mezi domácké podoby jména Tekla patří - Teklina, Teklinka, Teklička, Tekluš, Tekluše, Tekluška, Teklunka, Tekelka, Teklinča, Tea.

## Významné osobnosti
- Svatá Tekla z Ikonia – římskokatolická světice, učednice svatého Pavla
- Thecla Åhlanderová – švédská herečka
- Tekla Bądarzewska-Baranowska – polská hudební skladatelka
- Tekla Baťková (rozená Podleská) – česká operní pěvkyně
- Fjokla Bezzubovová – ruská spisovatelka
- Thekla M. Bernaysová – americká spisovatelka
- Thecla Boesenová – dánská herečka
- Thekla Brun-Lieová – norská biatlonistka
- Tekla Dalevská-Jeniková – litevská odbojářka během lednového povstání
- Tekla Dömötörová – maďarská filoložka, historička a etnografka
- Tekla Griebel-Wandallová – dánská hudební skladatelka a učitelka hudby
- Tekla Chemabwaiová – keňská sprinterka
- Tecla Insolia – italská herečka a zpěvačka
- Tekla Justyna Chopinová – chůva, pianistka a amatérská hudebnice, matka Fryderyka Chopina
- Thekla Kaischauriová – rakouská wrestlerka
- Thekla Knösová – švédská básnířka
- Thekla Krauseová – německá fotbalistka
- Tekla Teresa Łubieńska – polská dramatička, básnířka a překladatelka
- Tecla Marinescu – rumunská kanoistka
- Tekla Náhlovská – česká autorka divadelních her
- Tecla Namachanja Wanjala – keňská aktivistka
- Tekla Nordströmová – švédská xylografka
- Tekla Merlo – italská katolická řeholnice
- Tecla Pettenuzzo – italská fotbalistka
- Tekla Róża Radziwiłłová – polská šlechtična z rodu Radziwiłłů
- Thekla Resvollová – norská botanička a pedagožka
- Thekla Reutenová – nizozemská herečka
- Tecla San Andres Ziga – filipínská senátorka
- Tecla Scarano – italská herečka a zpěvačka
- Thekla Schildová – německá architektka
- Tekla Marie Sophie Šliková – česká šlechtična z rodu Šliků
- Tecla Tofano – venezuelská výtvarnice
- Fjokla Nikitična Tolstajová – ruská novinářka, prapravnučka spisovatele Lva Nikolajeviče Tolstého
- Tecla Tumová – keňská politička
- Tekla Valentinovičová – litevská hraběnka
- Tecla Vigna – italská operní pěvkyně a učitelka
- Thekla Carola Wiedová – německá herečka